# Teeraphol Yoryoei
Teeraphol Yoryoei (Thai: ธีระพล เยาะเย้ย, * 25. Oktober 1994 in Roi Et), auch als Ying bekannt, ist ein thailändischer Fußballspieler.

## Karriere
Seine fußballerische Laufbahn begann Teeraphol Yoryoei beim Bangkoker Verein BEC-Tero Sasana. Seinen ersten Profivertrag unterschrieb er 2013 bei Police Tero FC, wo er 47 Spiele absolvierte und dabei zwei Tore schoss. Die Saison 2013 und 2014 wurde er an den Drittligisten Bangkok Christian College FC ausgeliehen. Hier absolvierte er in zwei Jahren 25 Spiele und schoss vier Tore. Nachdem er 2015 zu Police Tero FC zurückgekehrt war, wurde er ein Jahr später wieder für zwei Jahre an Army United ausgeliehen. In dieser Zeit absolvierte er 19 Spiele. 2018 kehrte er wieder zu Police Tero zurück. Im Juli 2018 unterschrieb er einen Vertrag bei Pattaya United. Bei dem Erstligisten aus Pattaya spielte er die komplette Rückserie und war fester Bestandteil des Teams. Von 2019 bis Mitte 2021 spielte er beim ebenfalls in der ersten Liga spielenden Samut Prakan City FC. Für den Verein aus Samut Prakan stand er 76-mal in der ersten Liga auf dem Spielfeld. Im August 2021 wechselte er Ligakonkurrenten Muangthong United. Mit Muangthong stand er am 16. Juni 2024 im Finale des Thai League Cup. Hier verlor man mit 1:0 gegen den Erstligisten BG Pathum United FC. Am 24. Mai 2025 stand er mit Muangthong im Finale des FA Cups, das man mit 3:2 gegen den Meister Buriram United verlor. Nach 74 Ligaspielen, in denen er zwölf Treffer erzielte, wurde sein Vertrag im Sommer 2025 nicht verlängert. Im Juli 2025 nahm ihn der ebenfalls in der ersten Liga spielende Ratchaburi FC unter Vertrag.

## Erfolge
Muangthong United
- Thailändischer Ligapokalfinalist: 2023/24
- Thailändischer Pokalfinalist: 2024/25